# Nematus caeruleocarpus
Nematus caeruleocarpus är en stekelart som beskrevs av Hartig 1837. Nematus caeruleocarpus ingår i släktet Nematus, och familjen bladsteklar. Arten är reproducerande i Sverige.